# Jean Clouet
Pour les articles homonymes, voir Clouet et Jean Clouet (homme politique).
Jean Clouet le jeune (né dans les années 1480 à Bruxelles, mort en 1541 à Paris) est un peintre portraitiste originaire des Pays-Bas bourguignons du XVIe siècle.
Peintre de François Ier, il est l’auteur d’une œuvre abondante et variée.
Quoique sa biographie ait été longtemps mal établie, Jean Clouet est largement reconnu comme l’un des peintres les plus importants de son époque et l’un des plus grands représentants de l’art du portrait.
Il est le père de François Clouet.

## Biographie

### Famille
Issu d'une famille de peintres, Jean Clouet est né aux Pays-Bas bourguignons.
Jean Clouet est né (vers 1480, la date avancée est souvent 1480 ou 1486), très probablement à Bruxelles, d'un père flamand, Michel Clauwet, de Valenciennes en Hainaut, qui aurait été peintre au service du Duc de Bourgogne et mort vers 1490. 
Des doutes ont été émis sur l’identité exacte de Jean Clouet, car le nom de Clouet est celui de plusieurs peintres français également connus dans les documents d'époque, les deux premiers sous le nom de Jean (Janet) et de Polet, deux frères, fils de Michel; et le troisième, François Clouet, fils de l'un des Jean.

### Carrière en France

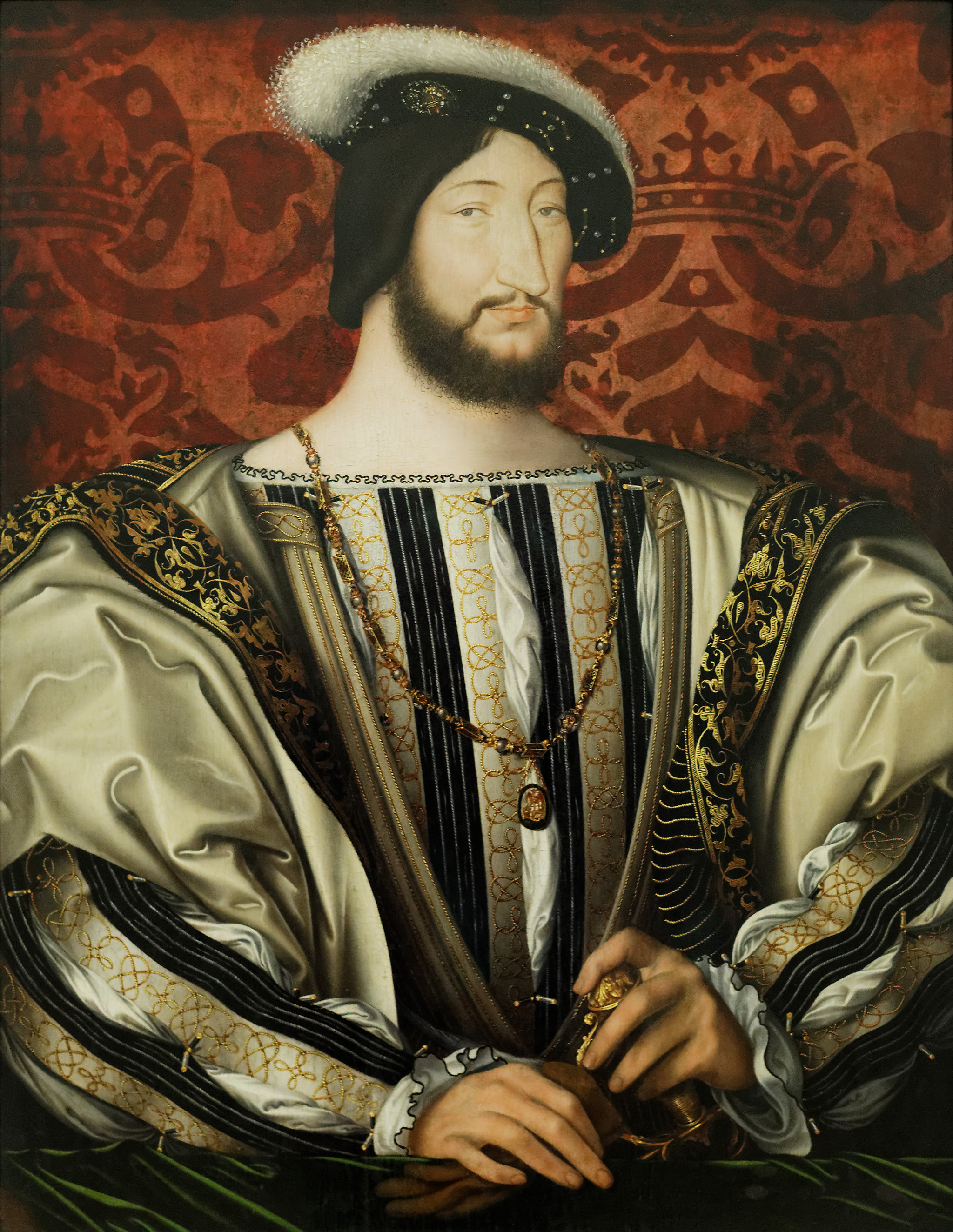
Portrait de François Ier, vers 1530,
Musée du Louvre, Paris.

De 1516 à 1525, Jean Clouet se trouve à Tours. Il s’est marié à Tours avec la fille d’un orfèvre, et il obtient en 1540 le titre de peintre du roi François Ier. Il y est en compagnie notamment de Jehan Perréal et de Jean Bourdichon. Il est ensuite nommé valet de chambre extraordinaire du roi et a le privilège, qu'il transmettra à son fils, de faire son portrait.
Jean Clouet est peintre à la cour de France pendant la plus grande partie du règne de François Ier, il fait de nombreux portraits des membres de la famille royale et de la noblesse. Ses portraits sont peints sur des panneaux de petit format, les modèles étant présentés à mi-corps, les visages éclairés d'une lumière, les mains posées au premier plan.
Il a laissé une œuvre peinte abondante, dont de nombreux portraits, ainsi qu'une série de 130 dessins conservés au musée Condé de Chantilly. Pourtant, après sa mort il tombe dans un oubli à peu près complet pendant près de trois siècles, jusqu'en 1850, date à laquelle sont exhumés des documents prouvant son existence. Depuis, des chercheurs ont peu à peu augmenté nos connaissances sur cet artiste et lui ont attribué de nouvelles œuvres. Mais aucun ne l'a étudié à fond, et bien des attributions, aujourd'hui encore, demeurent incertaines. Il est évident que Clouet fut un novateur dans plusieurs domaines. C'est lui que l'on trouve à l'origine du portrait dessiné, largement répandu par la suite. 

### Précédentes études sur Jean Clouet
C'est seulement lorsque Léon de Laborde publie Renaissance des arts à la cour de France en 1850 que Jean Clouet est redécouvert après un oubli presque total de près de trois siècles. Laborde est le premier à faire la distinction entre Jean Clouet, qui meurt en 1541, et François Clouet, qui meurt en 1572. Ces deux artistes ont été confondus sous le nom de « Janet », surnom donné à Jean Clouet dans la seconde partie de sa carrière, et transmis à François, avec les biens et les titres de son père, à la mort de celui-ci. Après la mort des deux artistes, l'on en vint à penser qu'il s'agissait de la même personne et les portraits français de 1500 à 1620 sont attribués à « Janet » indépendamment de leur style ou de leur qualité.
La renaissance des arts à la cour de France de Laborde, témoigne d'un intérêt nouveau pour l'art de la Renaissance française. La singularité du point de vue de Laborde tient à ce qu'il ne se fonde pas sur les vieux auteurs, mais remonte directement aux documents originaux. Il en vient à conclure qu'il y a quatre artistes du nom de Clouet, et non un seul. Outre Jean et François Clouet, il suggère l'existence d'un Jean Clouet l'ancien, originaire de Bruxelles, et d'un Clouet de Navarre, frère de Jean et peintre de la reine de Navarre. Longtemps après la publication de la renaissance, on ne montre que bien peu d'intérêt pour Jean Clouet. Ce n'est qu'avec les études d'Henri Bouchot, à la fin du XIXe siècle, que l'on peut parler de contribution originale.

### Origines et vie de Jean Clouet

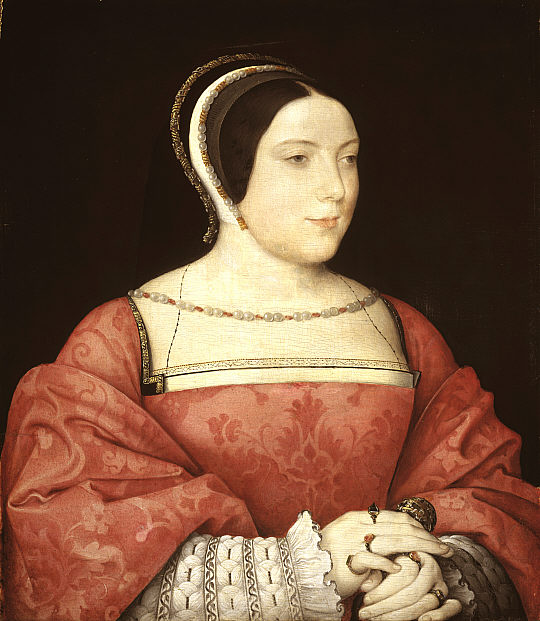
Portrait de Madame de Canaples, vers 1525, Galerie nationale d'Écosse, Edimbourg.

Laborde pense que l'artiste est français de naissance, et fils de Jehan Clouet de Bruxelles. Cette hypothèse issue d'un document de 1475, qui mentionne un peintre du nom de Jehan Cloet, vivant à Bruxelles. Il en conclut que Jehan de Cloet est le père de Jean. Laborde modifie ses premières théories en 1855, soutenant toujours que Jean est le fils de Jehan, mais ajoutant qu'il avait dû naître avant l'arrivée de son père en France. Dans un acte de donation, Ernest de Fréville découvre que Jean Clouet n'est pas français et reste un étranger toute sa vie. La théorie selon laquelle Jean Clouet est originaire des Pays-Bas, et probablement le fils de Jehan Cloet, est acceptée par la plupart des chercheurs, en dépit de l'absence de preuve.
Il n'existe malheureusement aucune mention de la date de naissance de Jean Clouet. Laborde imagine tout d'abord qu'il est né en France peu après l'arrivée de son père en 1485. Quand il comprend que Jean est un étranger, il recule la date à 1480, de sorte que sa théorie tient toujours, excepté la naissance du peintre hors de France. Étienne Moreau-Nélaton donne la date de 1475, due à une confusion entre Jean Clouet et Jean Hey. Il est peu probable que Jean Clouet soit né à une date aussi reculée que 1475, encore qu'il a pu travailler pour Louis XII et peint les sept miniatures des Preux vers 1519. Fût-il né à cette date, il aurait dépassé la quarantaine lorsqu'il commence à travailler pour François Ier en 1515 et aurait eu plus de soixante-cinq ans à sa mort
L'acte de donation en faveur de François Clouet établit clairement que Jean Clouet est un étranger, et l'est resté tout au long de son existence. Par cet acte, François Ier reconnaît tous les services rendus par Jean Clouet au cours de sa vie en son dict estat et art, auquel il estoit très expert. Il ajoute que François Clouet imite fort bien son père, et espère qu'il fasse encore mieux. Pour l'encourager, il ordonne que les biens de son père lui soient donnés par droit de succession: Jean Clouet étant un étranger, ses biens auraient dû passer à la couronne à sa mort. Le document déclare que le dict deffunct estoit estranger et non natif ne originaire de nostre royaume et n'avoir obtenu de nos prédécesseurs Roys ny de nous aucunes lettres de naturalité. Le reste du document donne d'autres détails sur les droits de François Clouet à la succession; il est signé à Fontainebleau en novembre 1541

## L’œuvre

### Jean Clouet et la tradition du portrait français
Bien qu'étranger, Jean Clouet fait presque toute sa carrière en France: on ne peut l'étudier en dehors de la tradition du portrait français. À cette époque, les portraits se rencontrent surtout dans les enluminures de manuscrits à titre d'élément décoratif et rarement indépendants. La première personnalité d'importance, dans le domaine du portrait français, est Jean Fouquet (vers 1420-1425-vers 1481). Son portrait de Charles VII, au Louvre, peint vers 1445 est le premier des grands portraits royaux, et dut exercer une influence sur Jean Clouet. Par rapport au reste de l'Europe, le portrait en France était sur le déclin lorsque Jean Clouet se met au service de François Ier en 1516.
Jean Clouet, qui figure sur la liste des peintres du roi en 1516, est un portraitiste dont la précision n'est alors égalée que par celle d'Holbein. Avant de réaliser le grand portrait de François Ier, il fait un dessin préparatoire avec la fidélité pleine de délicatesse qui est l'apanage des portraitistes français du XVIe siècle. Le souvenir de Jean Clouet s'est vite estompé. On a confondu son œuvre avec celle de son fils François Clouet. Il faut attendre notre siècle pour que le rang de premier grand maître français de la renaissance lui soit rendu

### Postérité

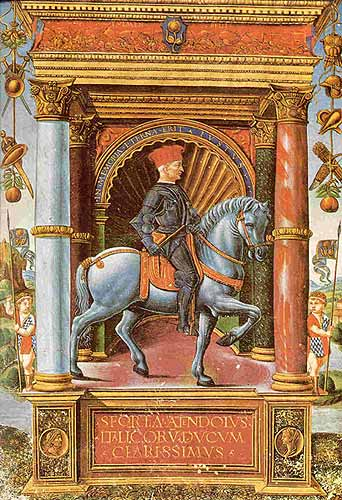
Miniature lombarde
Le Condottiere Attendolo Muzio Sforza
(1369-1424).

Jean Clouet occupe une place unique dans l'art français. Son œuvre, héritière du Moyen Âge et influencée par la Renaissance, continue la tradition du portrait français et l'enrichit d'éléments flamands et italien. Par ses miniatures, Clouet est dans la lignée médiévale de Jean Fouquet et de Jean Perréal. Comme artiste de la renaissance, il montre une compréhension remarquable de l'art italien. Les portraits de Jean Clouet sont de purs produits de la tradition française. Créateurs des premiers portraits en miniature circulaires, Jean Clouet a très tôt compris les principes de la Renaissance italienne qu'il a été un des premiers à utiliser en France. Il a contribué à l'immense popularité du portrait en France au XVIe siècle.

### Catalogue raisonné
Le catalogue raisonné étudie les œuvres qui peuvent être attribuées avec quelque certitude à Jean Clouet. La documentation est, en grande partie, fondée sur les travaux de Étienne Moreau-Nélaton, Les Clouet (1924) et Louis Dimier Le portrait (1925). Dans la mesure du possible, leurs découvertes sont corrigées et complétées. Il est souvent impossible d'attribuer avec certitude certaines œuvres à Jean Clouet. Quelques excellentes copies se distinguent à peine des originaux et dans les dernières années de la carrière de Clouet, ses œuvres sont d'un style presque identique à celui de son fils. Les attributions sont donc avancées avec prudence, et certains problèmes attendent encore leur solution.
- Le dauphin François, fils de François Ier, au Musée royal des beaux-arts, à Anvers.

### Les peintures
Les peintures de Jean Clouet sont le prolongement de ses dessins et de ses miniatures, par leur technique et leur style. Jusqu'à ces dernières années, il a été impossible de prouver qu'aucune peinture était de Clouet parce qu'aucune n'était signée. Avant 1850, les peintures aujourd'hui données à Clouet étaient attribuées à Janet ou à Holbein, et on ne connaissait pas une seule peinture de Jean Clouet. En 1850, Laborde est le premier à mentionner deux portraits de Clouet : Le grand portrait de François Ier et le portrait équestre du même roi au Musée des Offices à Florence. De ces deux attributions, seul Le grand portrait de François Ier est maintenant considéré comme correct. Le portrait équestre de Florence est aujourd'hui attribué à son fils François. Par la suite, plusieurs autres attributions lui sont accordées avec certitude.
- Portrait de François Ier en saint Jean-Baptiste, 1518, huile sur bois, 96,5 × 79 cm, Musée du Louvre, Paris[18].
- Portrait d'un banquier, 1522, huile sur bois, 42,5 × 32,7 cm, Musée d'Art de Saint-Louis.
- Portrait de Madeleine de France, vers 1522, huile sur bois, 16,1 × 12,7 cm.
- Portrait de Charlotte de France, vers 1522, huile sur bois, 17,78 × 13,34 cm, Minneapolis Institute of Art[19].
- Portrait du Dauphin François de France, 1522-1525, 16 × 13 cm, Musée royal des Beaux-Arts d'Anvers.
- Portrait de Madame de Canaples, vers 1525, huile sur bois, 36 × 28,5 cm, Galerie nationale d'Écosse, Edimbourg[4].
- Portrait de Claude de Lorraine, duc de Guise, 1528-1530, huile sur bois, 29 × 26 cm, Galerie Palatine, Palais Pitti, Florence[16].
- Portrait de François Ier, vers 1530, huile sur bois, 96 × 74 cm, Musée du Louvre.
- Portrait de Marguerite d'Angoulême, vers 1530, huile sur bois, 59,8 × 51,4 cm, Walker Art Gallery, Liverpool.
- Portrait de l'Homme au livre de Pétrarque, dit autrefois Portrait de Claude d’Urfé, vers 1530-1535, huile sur bois, 38,4 × 33 cm, Hampton Court[4].
- Portrait de Guillaume Budé, vers 1536, huile sur bois, 39,7 × 34,3 cm, Metropolitan museum of art, New York.
- Portrait de François Ier, atelier de Jean Clouet, vers 1525, huile sur bois, 21,5 × 49 cm, Musée du Louvre.

Peintures
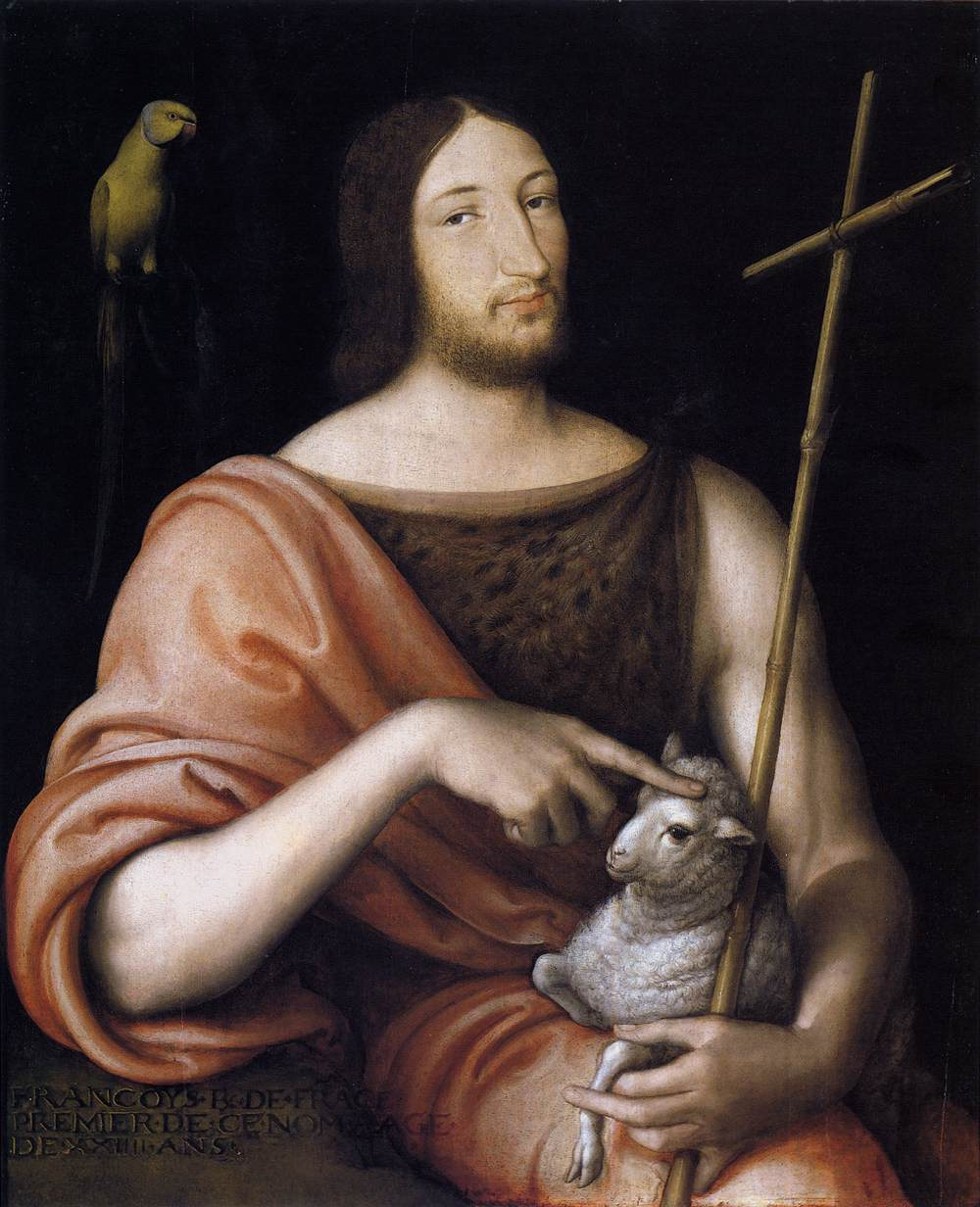
Portrait de François Ier en saint Jean-Baptiste, 1518, Musée du Louvre, Paris.
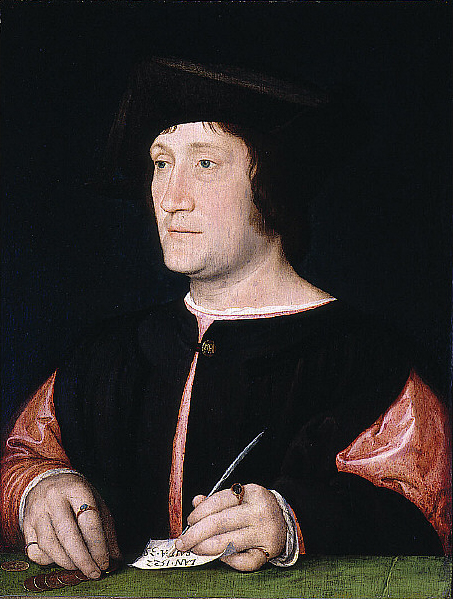
Portrait d'un banquier, 1522, Musée d'Art de Saint-Louis.
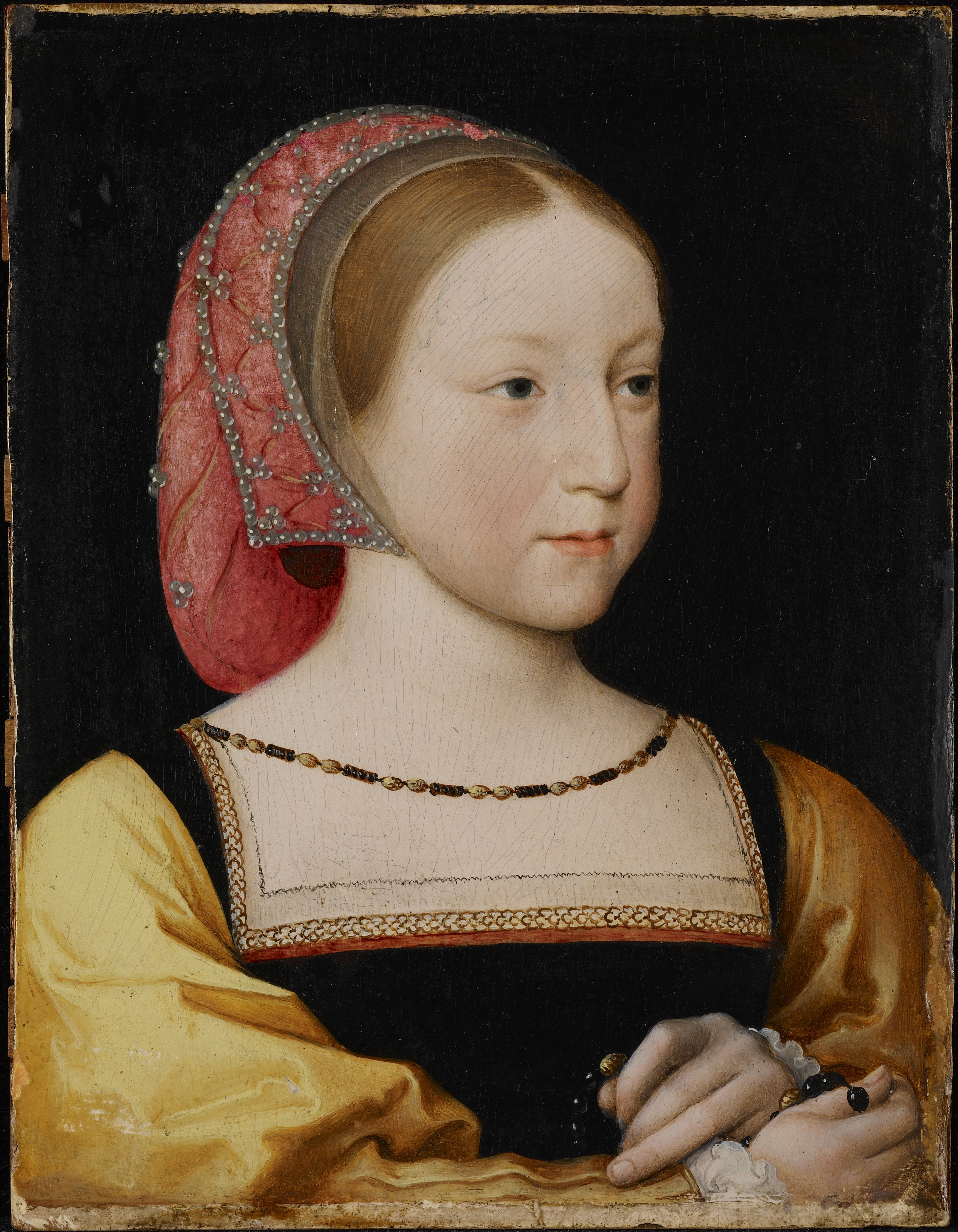
Portrait de Charlotte de France, vers 1522, Minneapolis Institute of Art.
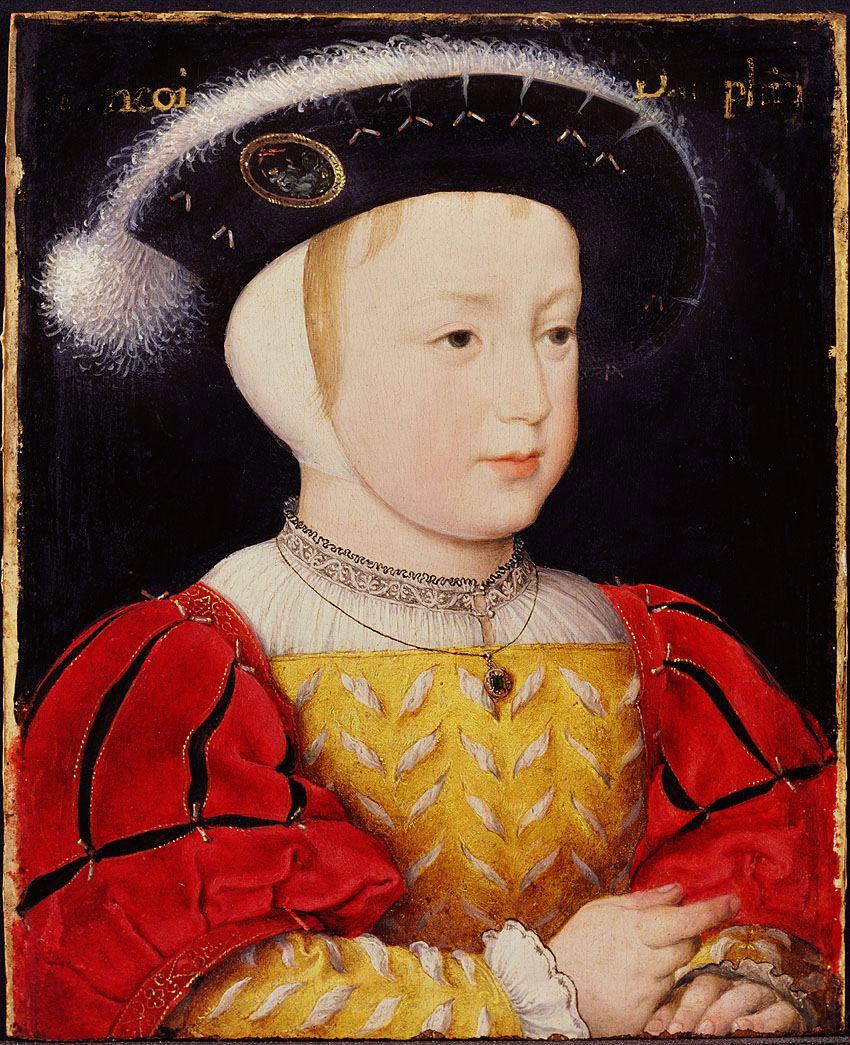
Portrait du Dauphin François de France, 1522-1525, Musée royal des Beaux-Arts d'Anvers.

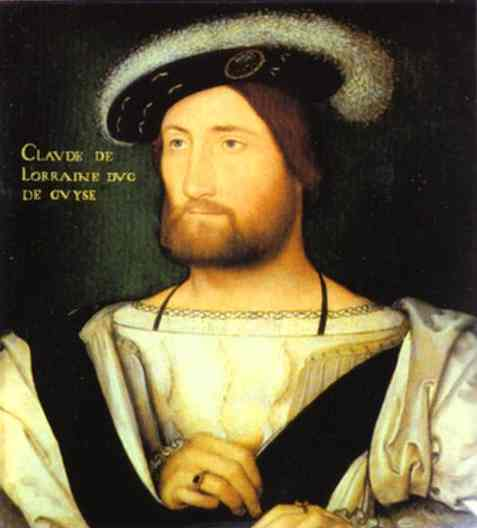
Portrait de Claude de Lorraine, duc de Guise, 1528-1530, Galerie Palatine, Palais Pitti, Florence.
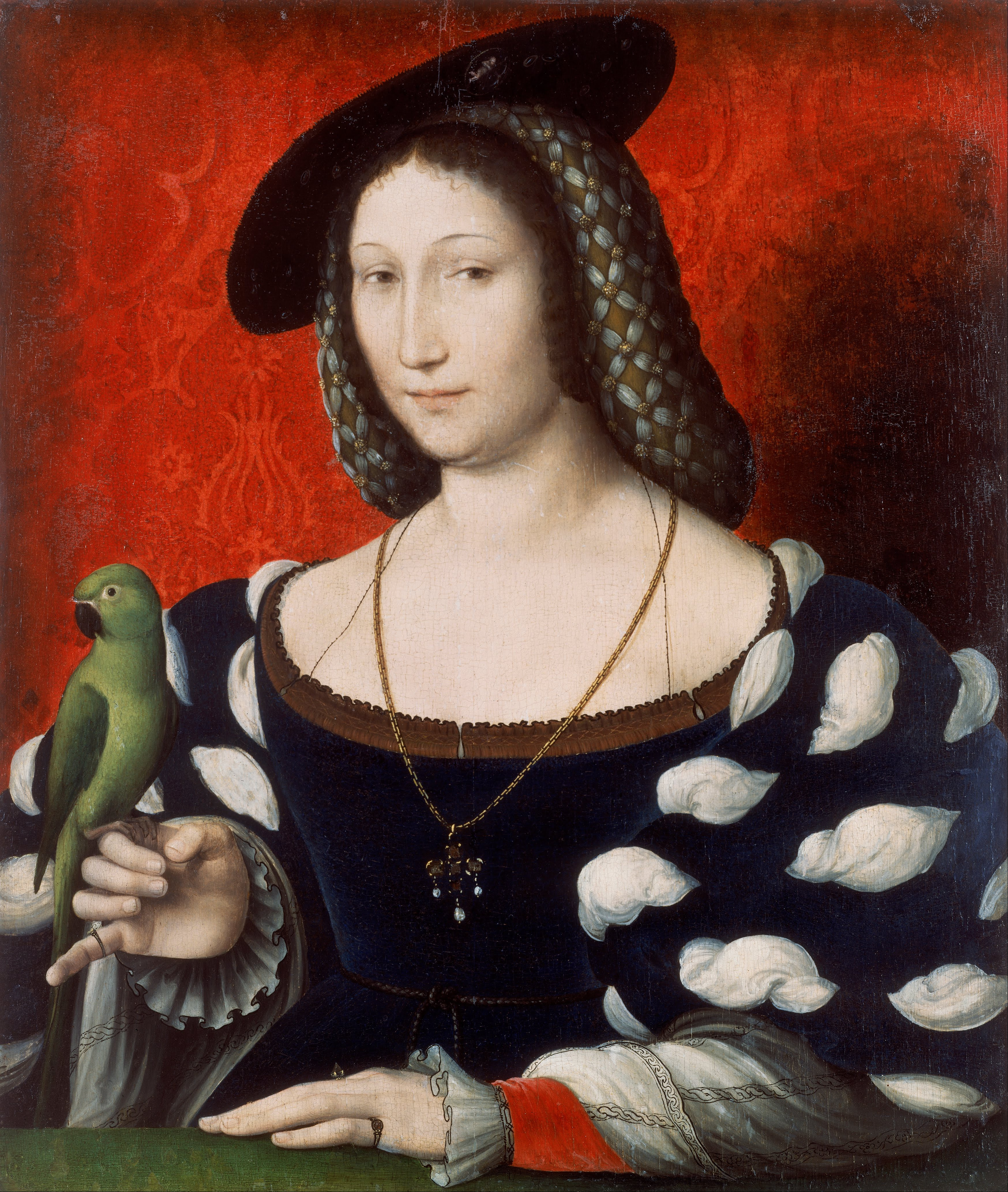
Portrait de Marguerite d'Angoulême, vers 1530, Walker Art Gallery, Liverpool.
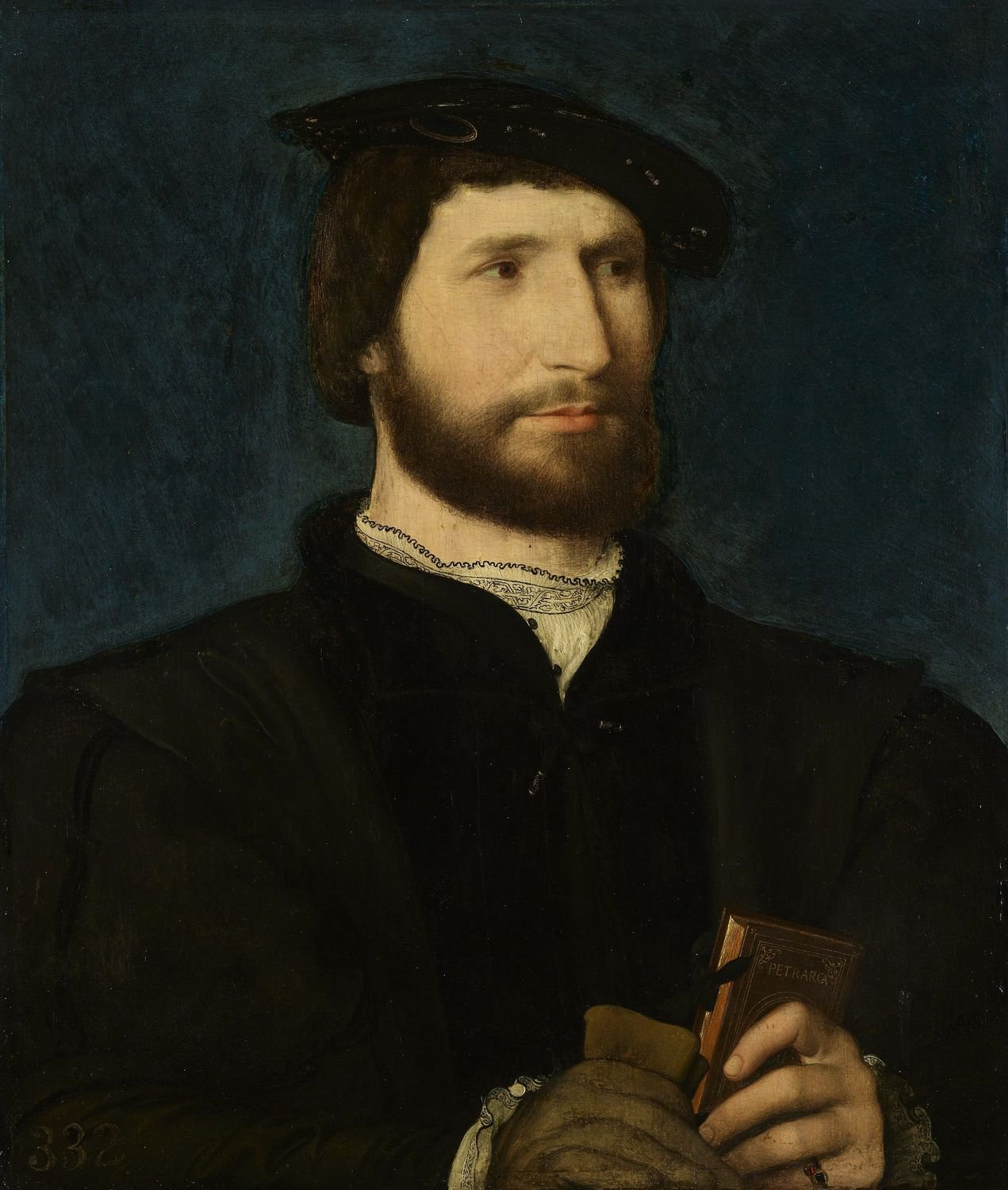
Portrait de l'Homme au livre de Pétrarque, vers 1530-1535, Hampton Court.
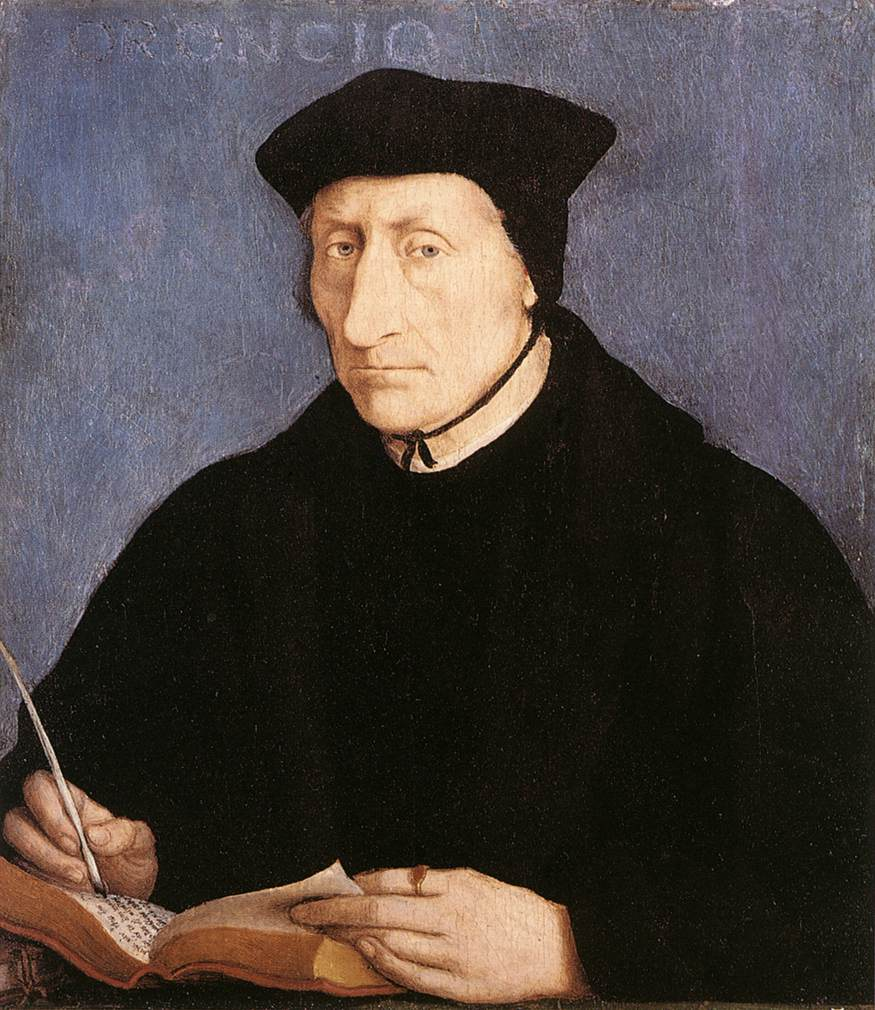
Portrait de Guillaume Budé, vers 1536, Metropolitan museum of art, New York.

### Les dessins
Les dessins de Jean Clouet constituent l'introduction naturelle à son œuvre, en tant qu'études préparatoires aux miniatures et peintures. Plus nombreux que ces dernières, les dessins restent le témoignage de son travail de 1515 à 1540. Ils rendent possibles l'identification des miniatures et peintures et leur attribution à Jean Clouet; ils attestent la haute qualité et l'importance de son œuvre. Pour mieux comprendre le style de Clouet et son évolution, il faut étudier les dessins dans leur ordre chronologique, que nous tentons de reconstituer avec prudence. Bien qu'il y ait peu de certitudes et de nombreux problèmes de dates, on peut diviser avec un assez grande précision les dessins en trois groupes: les premiers, ceux de la maturité, les tardifs.

### Les miniatures
Les débuts du portrait en miniature sont peu connus. Il existe plusieurs portraits en miniature de format circulaire dans un manuscrit français: Les commentaires de la Guerre Gallique de 1518-1520. On pense qu'ils sont probablement à l'origine des miniatures indépendantes, mais personne n'a pu établir avec certitude leur attribution ou leur signification. On peut aujourd'hui démontrer qu'ils sont peints par Jean Clouet et jouent un rôle décisif dans le développement du portrait en miniature indépendant. L'assurance avec laquelle les modèles sont rendus est remarquable et prouve que Jean Clouet a une véritable expérience de la technique de la miniature. Il fut probablement formé par Jean Perréal, qui faisait également des dessins préparatoires pour ses miniatures.
Le Portrait équestre de François Ier, miniature sur parchemin conservé au Louvre, est révélateur dans sa composition de l'influence exercée sur Jean Clouet par l'enluminure lombarde, elle-même inspirée du modèle antique et révélée à la cour de France par les guerres d'Italie. Ce portrait dérive pour l'effigie, d'un portrait dessiné du roi conservé au musée Condé de Chantilly.
- Portrait équestre de François Ier, vers 1540, miniature sur vélin, 27 × 22 cm, musée du Louvre

Les huit miniatures des Héros de Marignan sont d'attribution disputée.

## Galerie de dessins

Dessins et miniatures
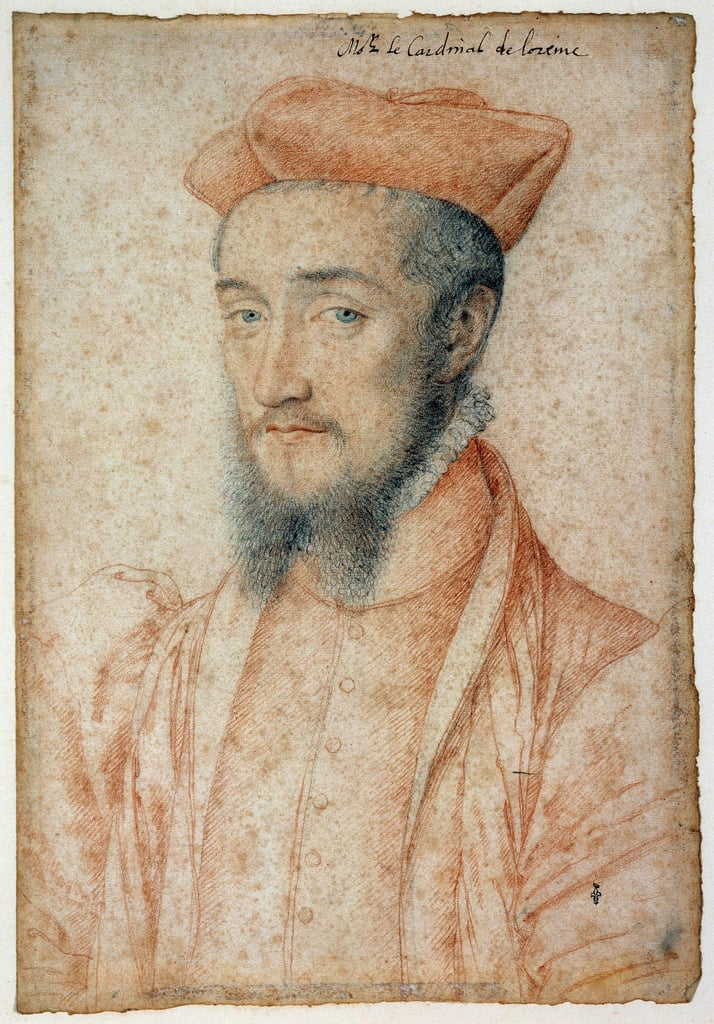
Charles de Lorraine.
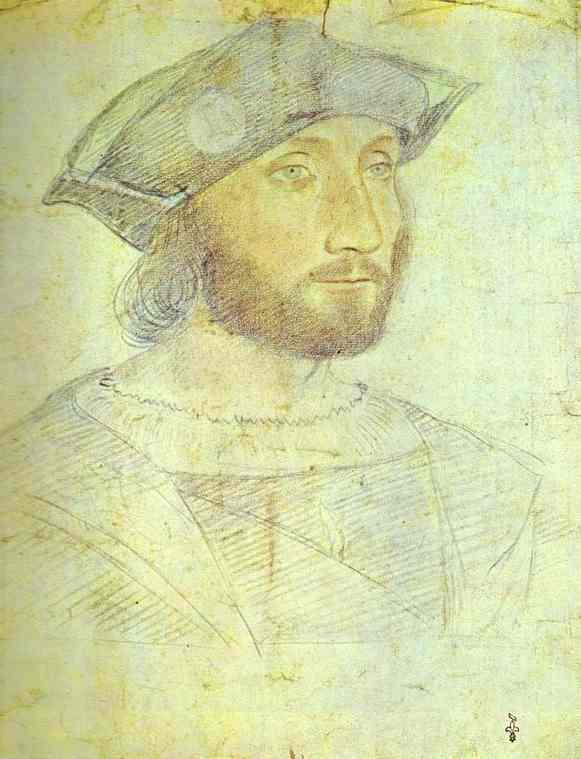
Guillaume Gouffier de Bonnivet.
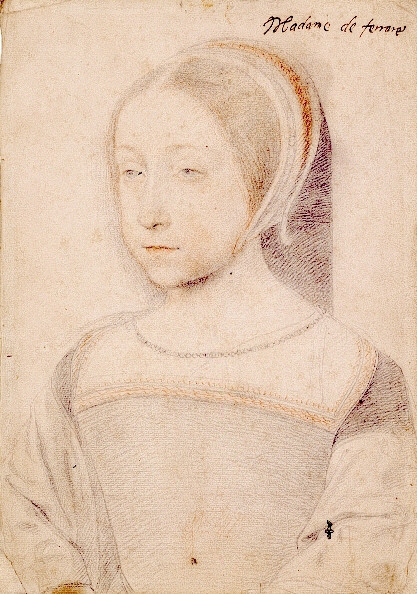
Renée de France.
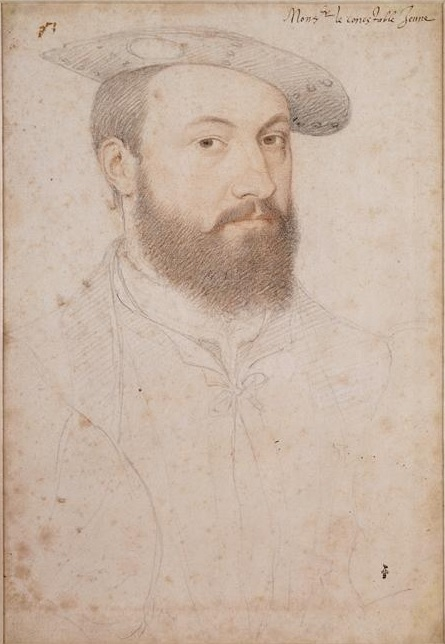
Anne de Montmorency.
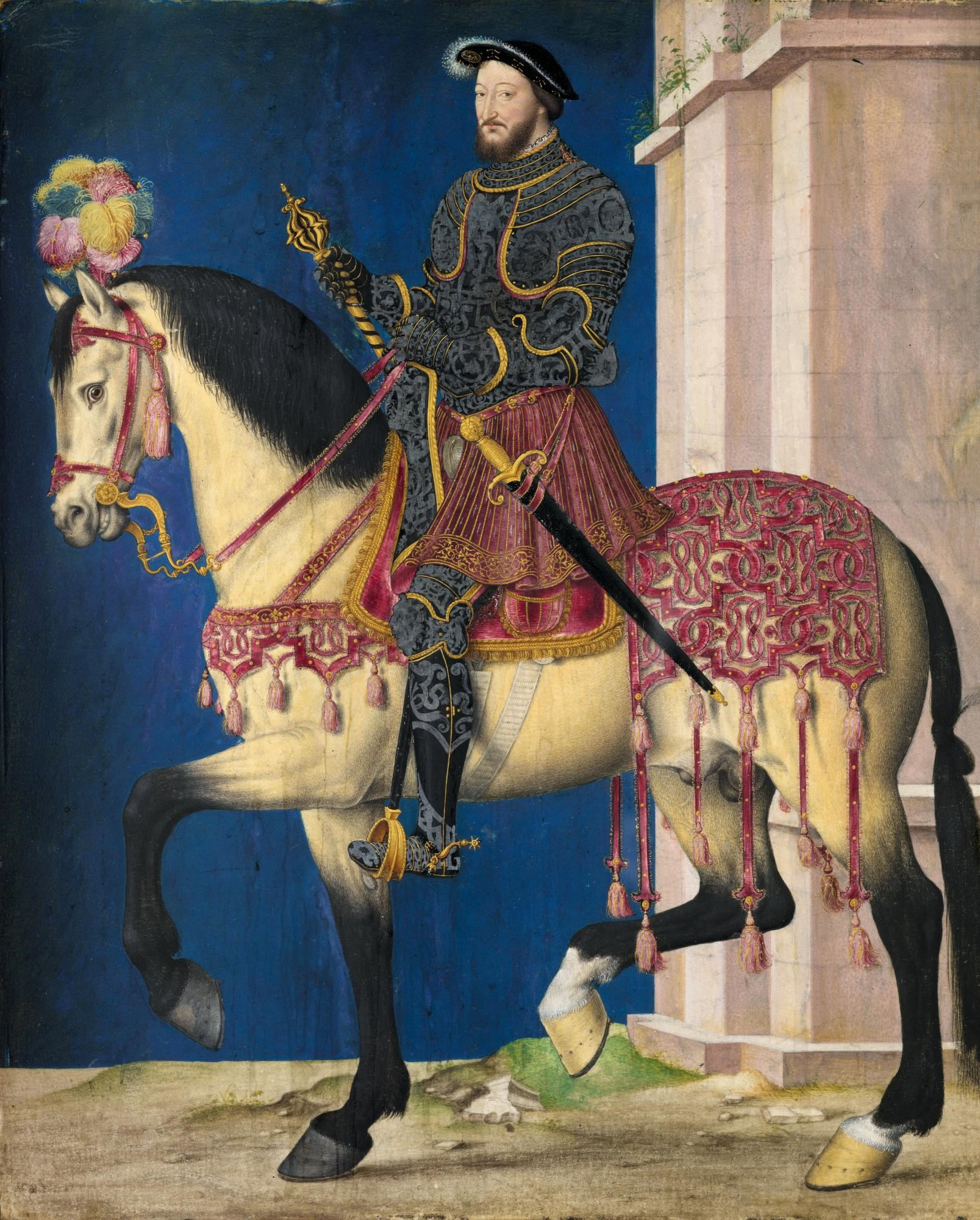
Portrait équestre de François Ier, vers 1540, miniature sur vélin,27 × 22 cm, Musée du Louvre.